# Мемоари Пере богаља
Мемоари Пере богаља је први роман српског књижевника Слободана Селенића, објављен 1968. године за издавачку кућу Просвета. Роман је добио Октобарску награду града Београда, и био је номинован за НИН-ову награду. Данас се сматра ремек делом послератне српске књижевности, и једним од књижевних остварења који су припадали црном таласу.

## Радња
Главни јунак романа је Пера богаљ, инвалид и изопштеник, који је као дете остао без ногу услед збега у току Другог светског рата. Његов отац је високи функционер комунистичке странке, кога Пера презире, и он гледа морално распадање послератних партизана, и мучење своје мајке која га пази и чува и која му се гади, и коју криви за оно што му се десило. Ова јединствена прича у нашој књижевности описује немоћ и неправду коју доживљава један паметан млад човек јер је како каже ван "ногатог света", а и сви око њега покушавајући да му олакшају живот, док он осуђује са гневом све око себе.